# Partido di Pinamar
Il partido di Pinamar è un dipartimento (partido) dell'Argentina facente parte della provincia di Buenos Aires. Il capoluogo è la città balneare di Pinamar.